# Macroglossini
Macroglossini este un trib care conține specii de molii din familia Sphingidae.

## Taxonomie
- Subtribul Choerocampina - Grote & Robinson, 1865
  - Genul Basiothia - Walker, 1856
  - Genul Cechenena - Rothschild & Jordan, 1903
  - Genul Centroctena - Rothschild & Jordan, 1903
  - Genul Chaerocina - Rothschild & Jordan, 1903
  - Genul Deilephila - Laspeyres, 1809
  - Genul Euchloron - Boisduval, 1875
  - Genul Griseosphinx - Cadiou & Kitching, 1990
  - Genul Hippotion - Hübner, 1819
  - Genul Hyles - Hübner, 1819
  - Genul Pergesa - Walker, 1856
  - Genul Phanoxyla - Rothschild & Jordan, 1903
  - Genul Rhagastis - Rothschild & Jordan, 1903
  - Genul Rhodafra - Rothschild & Jordan, 1903
  - Genul Theretra - Hübner, 1819
  - Genul Xylophanes - Hübner, 1819

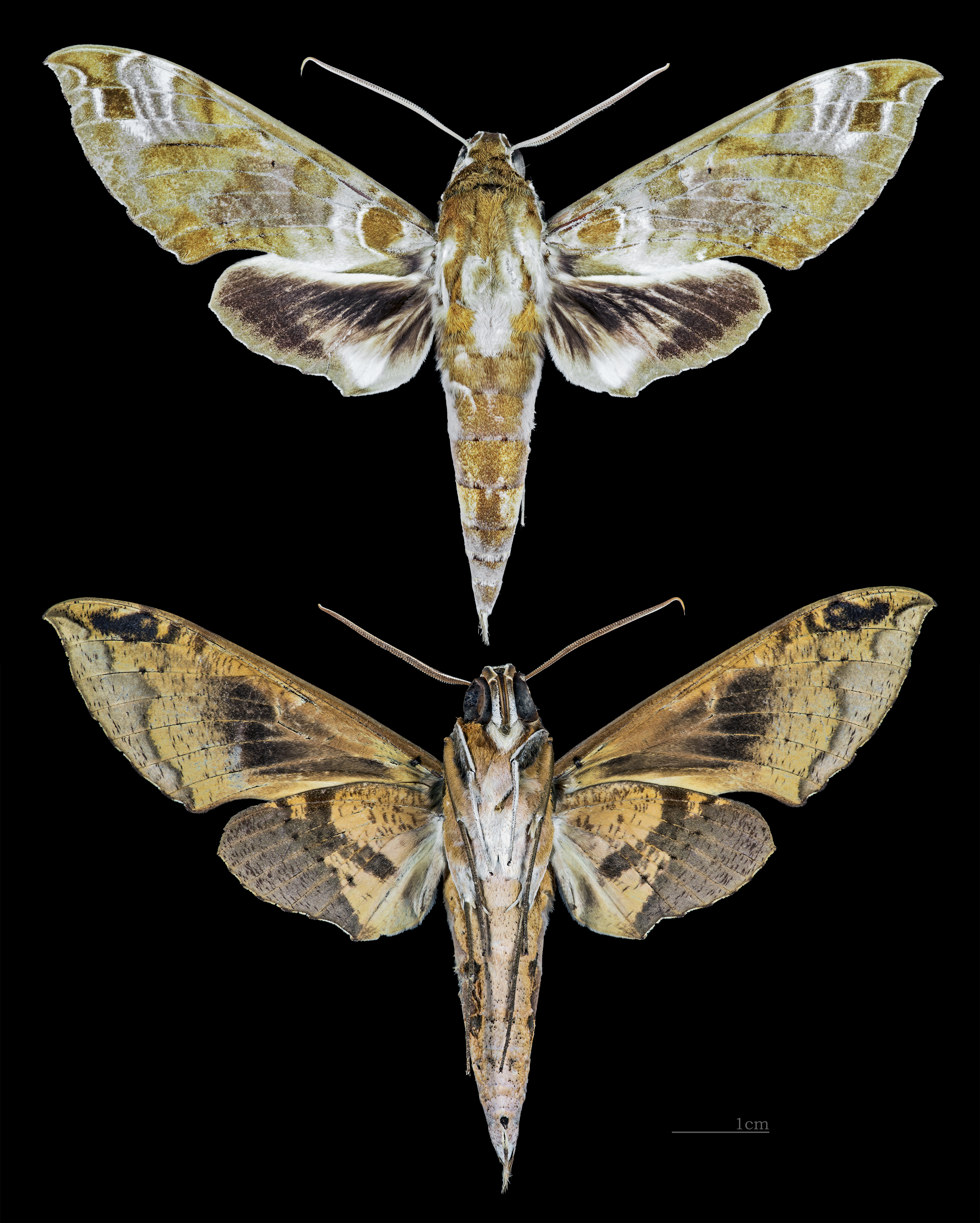
Cechenena
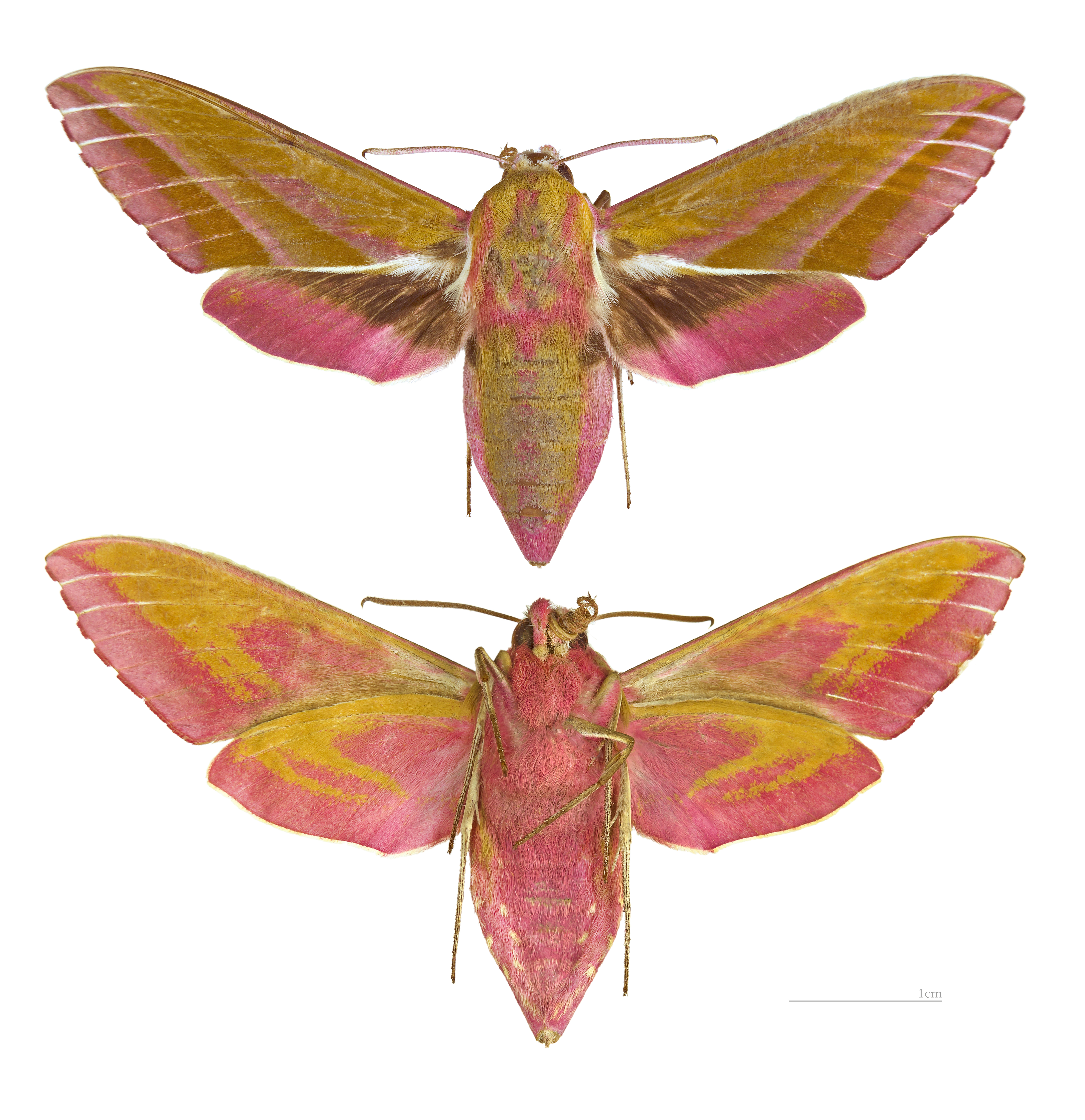
Deilephila
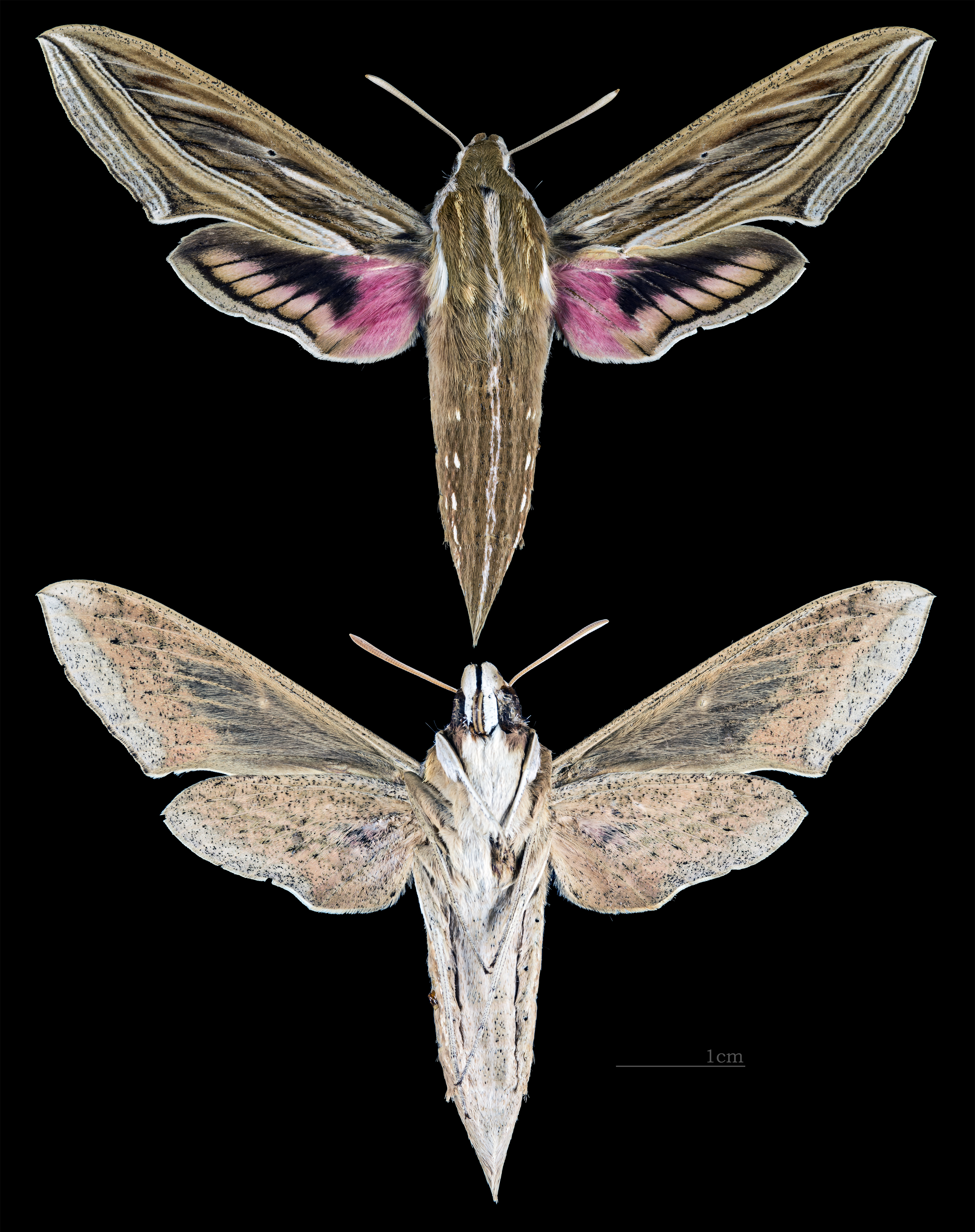
Hippotion
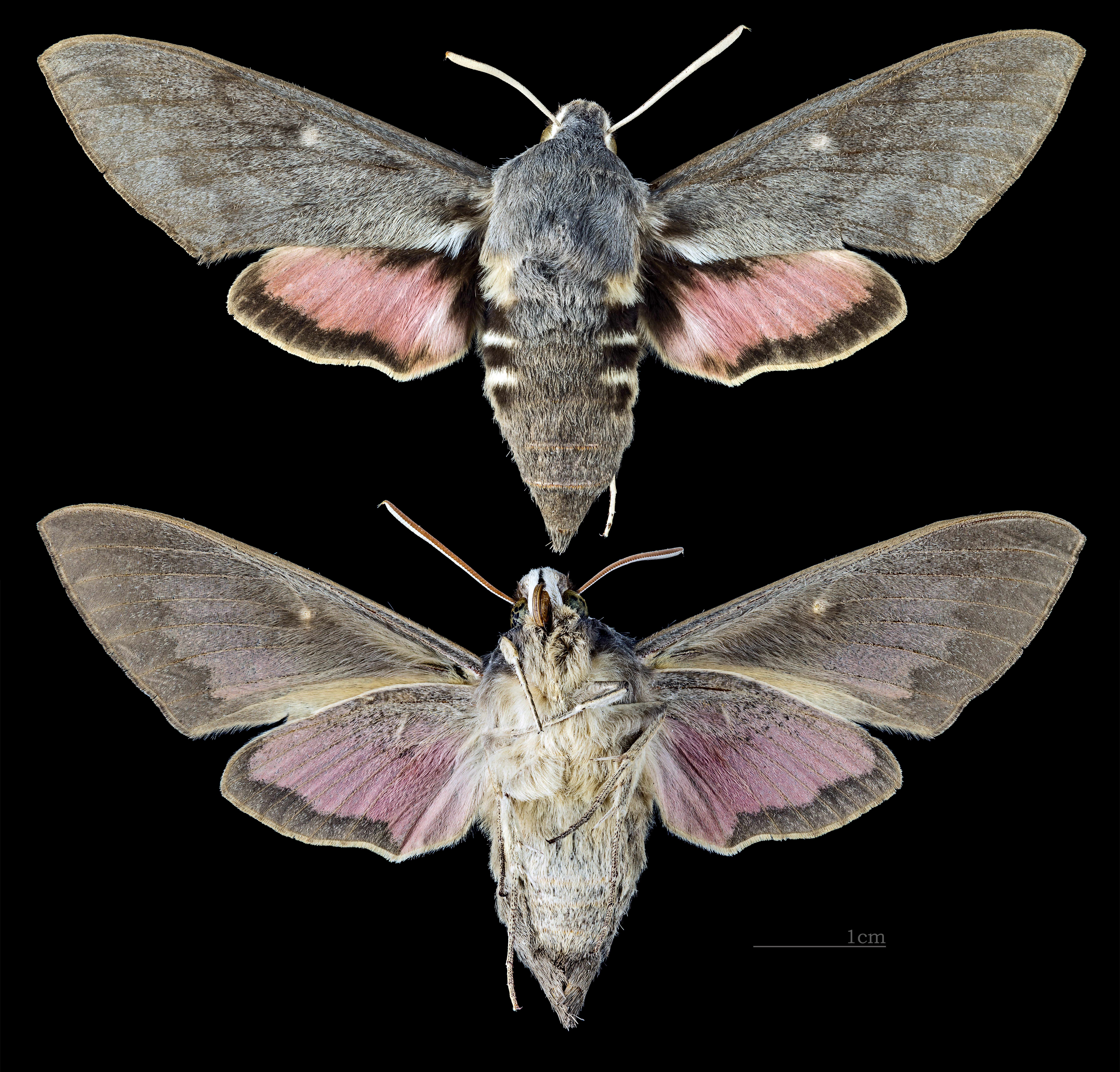
Hyles
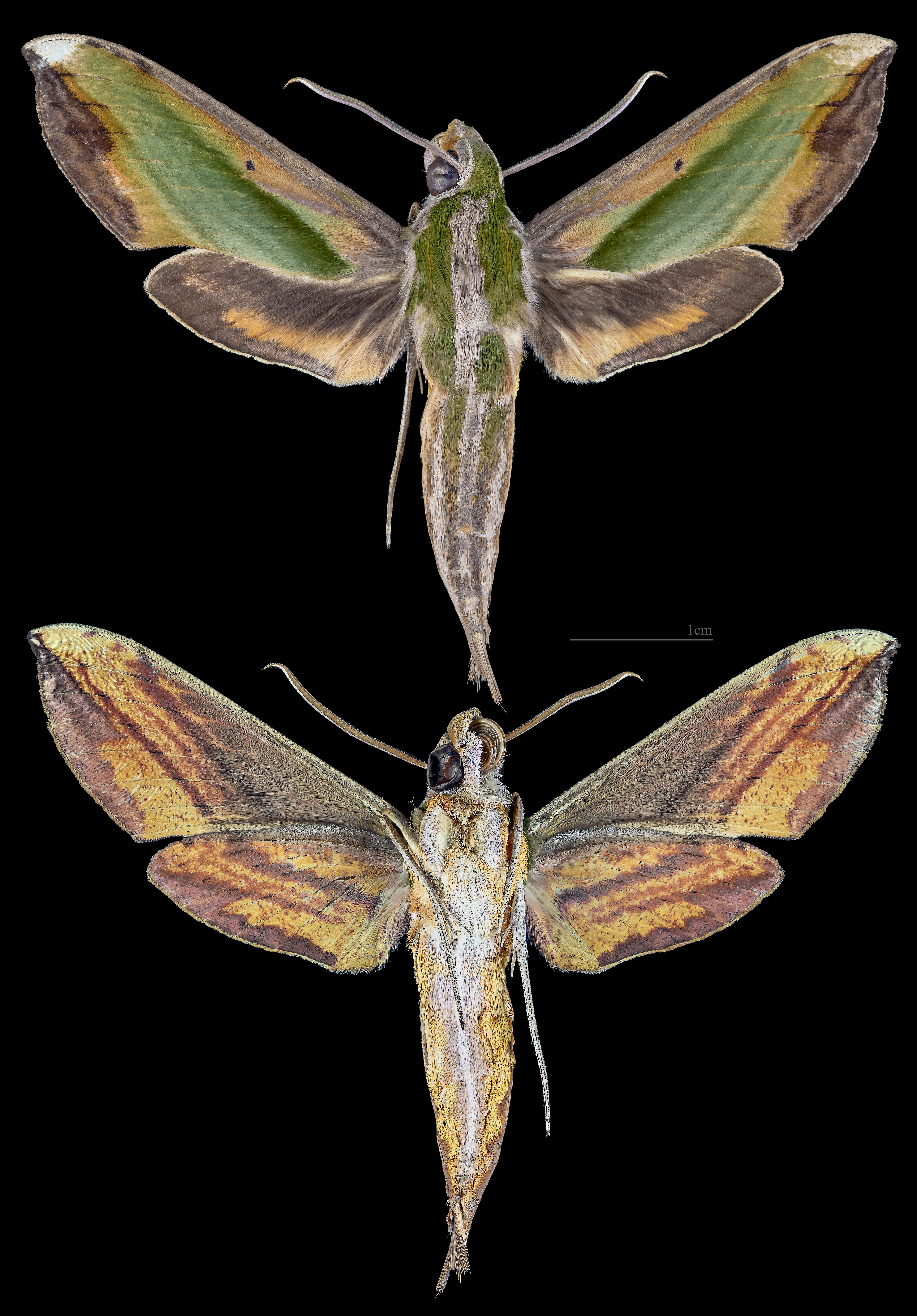
Pergesa
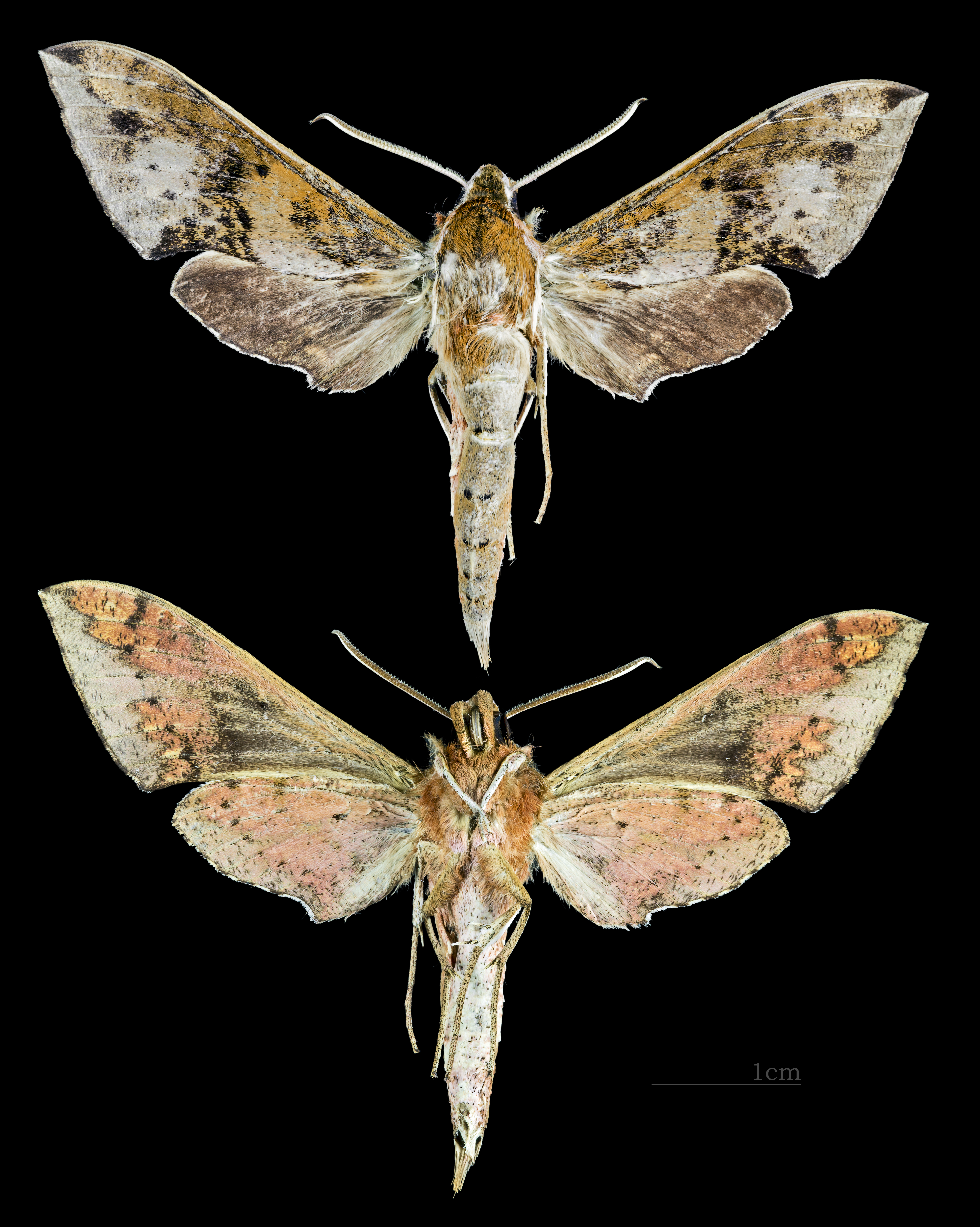
Rhagastis
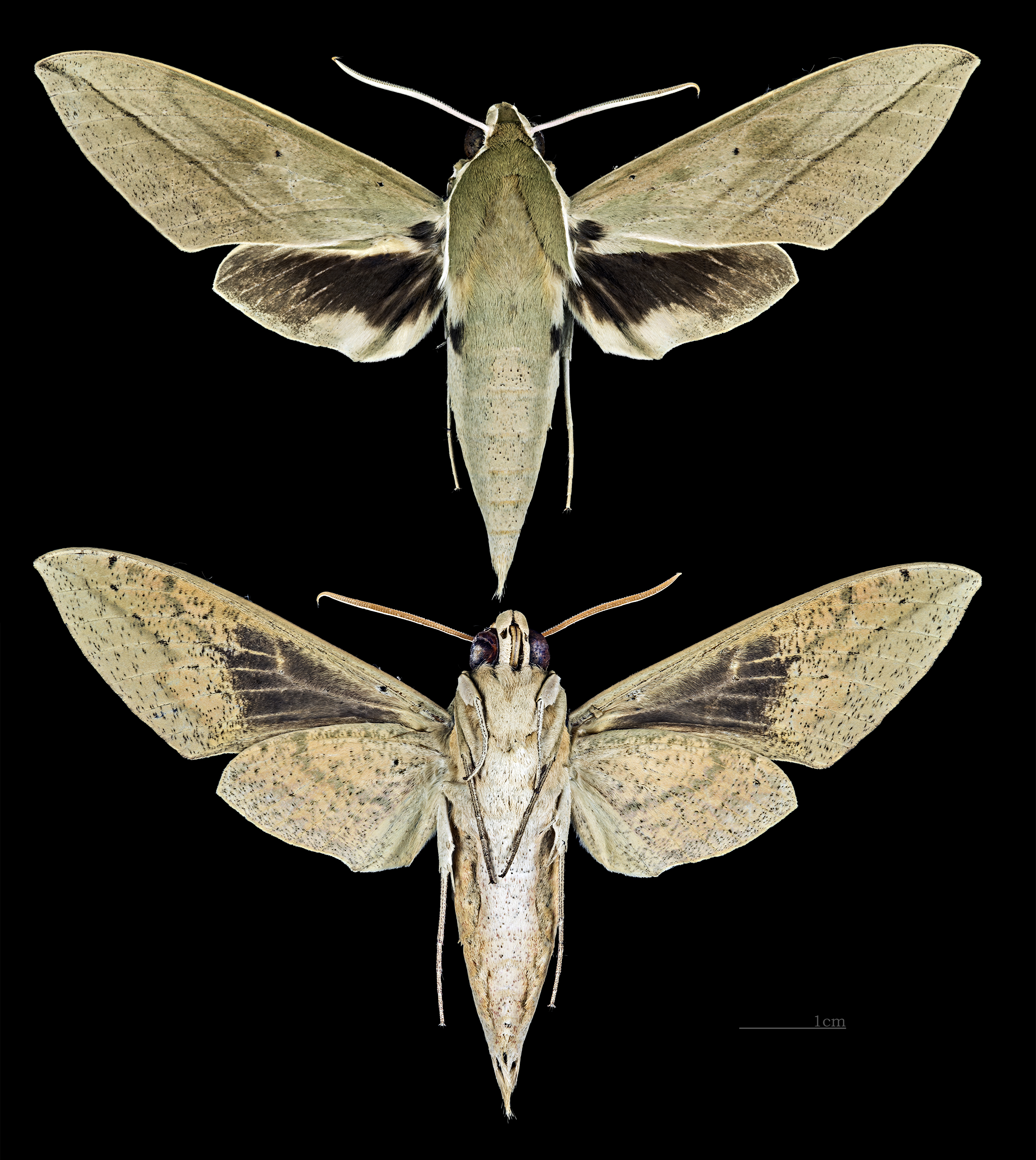
Theretra
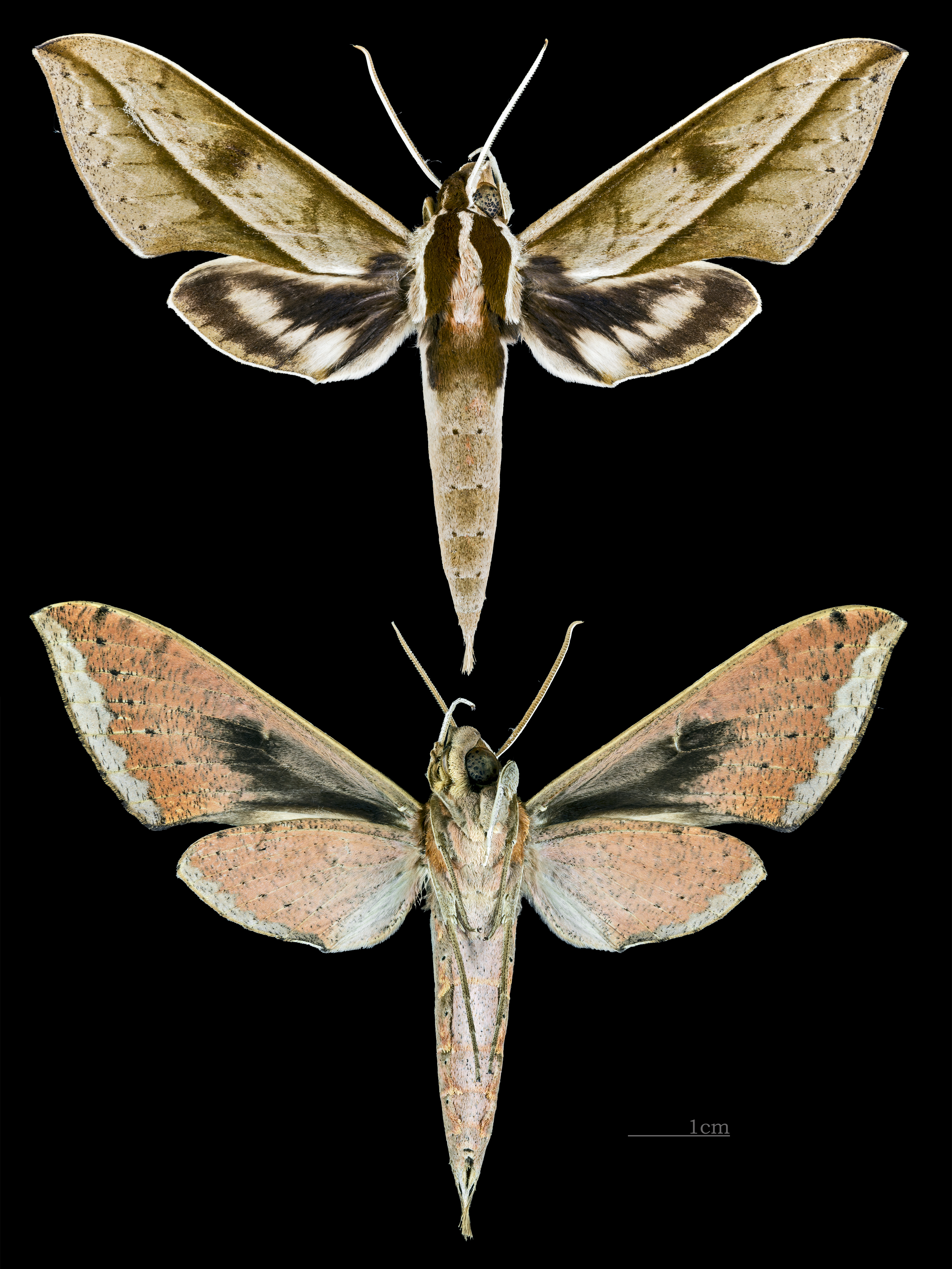
Xylophanes

- Subtribul Macroglossina - Harris, 1839
  - Genul Acosmerycoides - Mell, 1922
  - Genul Acosmeryx - Boisduval, 1875
  - Genul Altijuba - Lachlan, 1999
  - Genul Ampelophaga - Bremer & Grey, 1853
  - Genul Amphion - Hübner, 1819
  - Genul Angonyx - Boisduval, 1874
  - Genul Antinephele - Holland, 1889
  - Genul Atemnora - Rothschild & Jordan, 1903
  - Genul Cizara - Walker, 1856
  - Genul Clarina - Tutt, 1903
  - Genul Dahira - Moore, 1888
  - Genul Daphnis - Hübner, 1819
  - Genul Darapsa - Walker, 1856
  - Genul Deidamia - Clemens, 1859
  - Genul Elibia - Walker, 1856
  - Genul Enpinanga - Rothschild & Jordan, 1903
  - Genul Eupanacra - Cadiou & Holloway, 1989
  - Genul Euproserpinus - Grote & Robinson, 1865
  - Genul Eurypteryx - Felder, 1874
  - Genul Giganteopalpus - Huwe, 1895
  - Genul Gnathothlibus - Wallengren, 1858
  - Genul Hayesiana - Fletcher, 1982
  - Genul Hypaedalea - Butler, 1877
  - Genul Leucostrophus - Rothschild & Jordan, 1903
  - Genul Maassenia - Saalmüller, 1884
  - Genul Macroglossum - Scopoli, 1777
  - Genul Micracosmeryx - Mell, 1922
  - Genul Microsphinx - Rothschild & Jordan, 1903
  - Genul Neogurelca - Hogenes & Treadaway, 1993
  - Genul Nephele - Hübner, 1819
  - Genul Odontosida - Rothschild & Jordan, 1903
  - Genul Philodila - Rothschild & Jordan, 1903
  - Genul Proserpinus - Hübner, 1819
  - Genul Pseudenyo - Holland, 1889
  - Genul Pseudoangonyx - Eitschberger, 2010
  - Genul Rethera - Rothschild & Jordan, 1903
  - Genul Sphecodina - Blanchard, 1840
  - Genul Sphingonaepiopsis - Wallengren, 1858
  - Genul Temnora - Walker, 1856
  - Genul Temnoripais - Rothschild & Jordan, 1903
  - Genul Zacria - Haxaire & Melichar, 2003

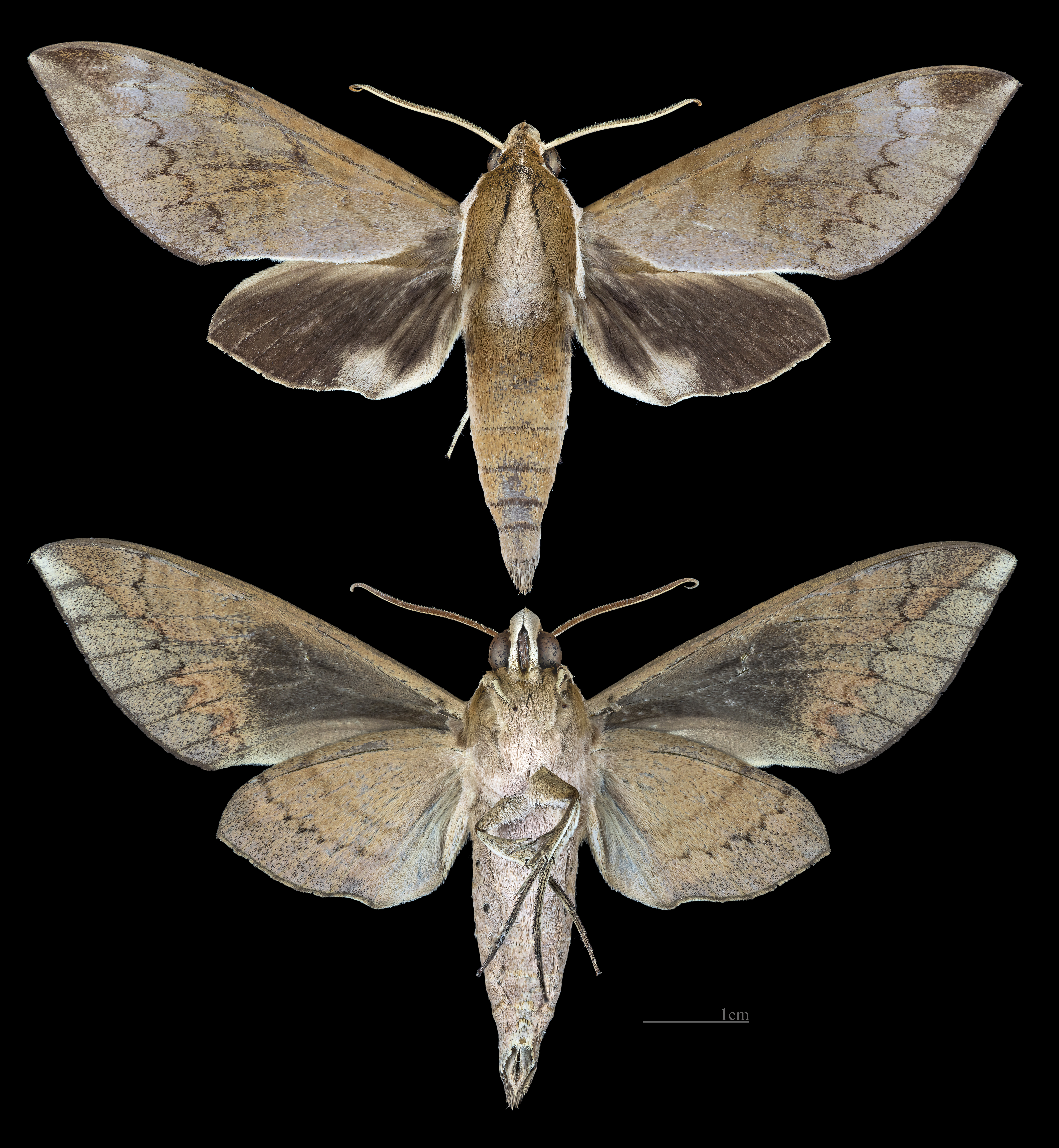
Acosmerycoides
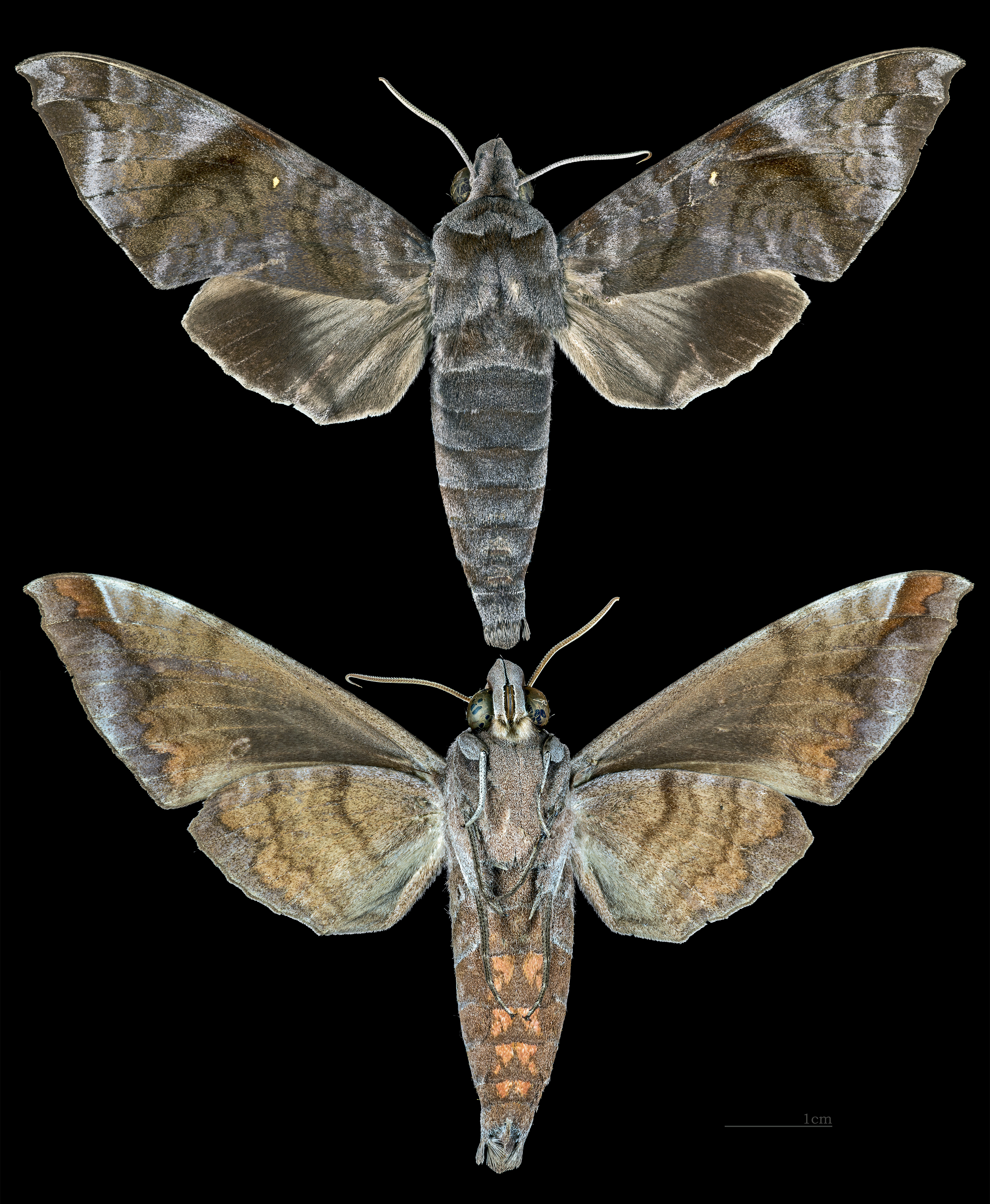
Acosmeryx
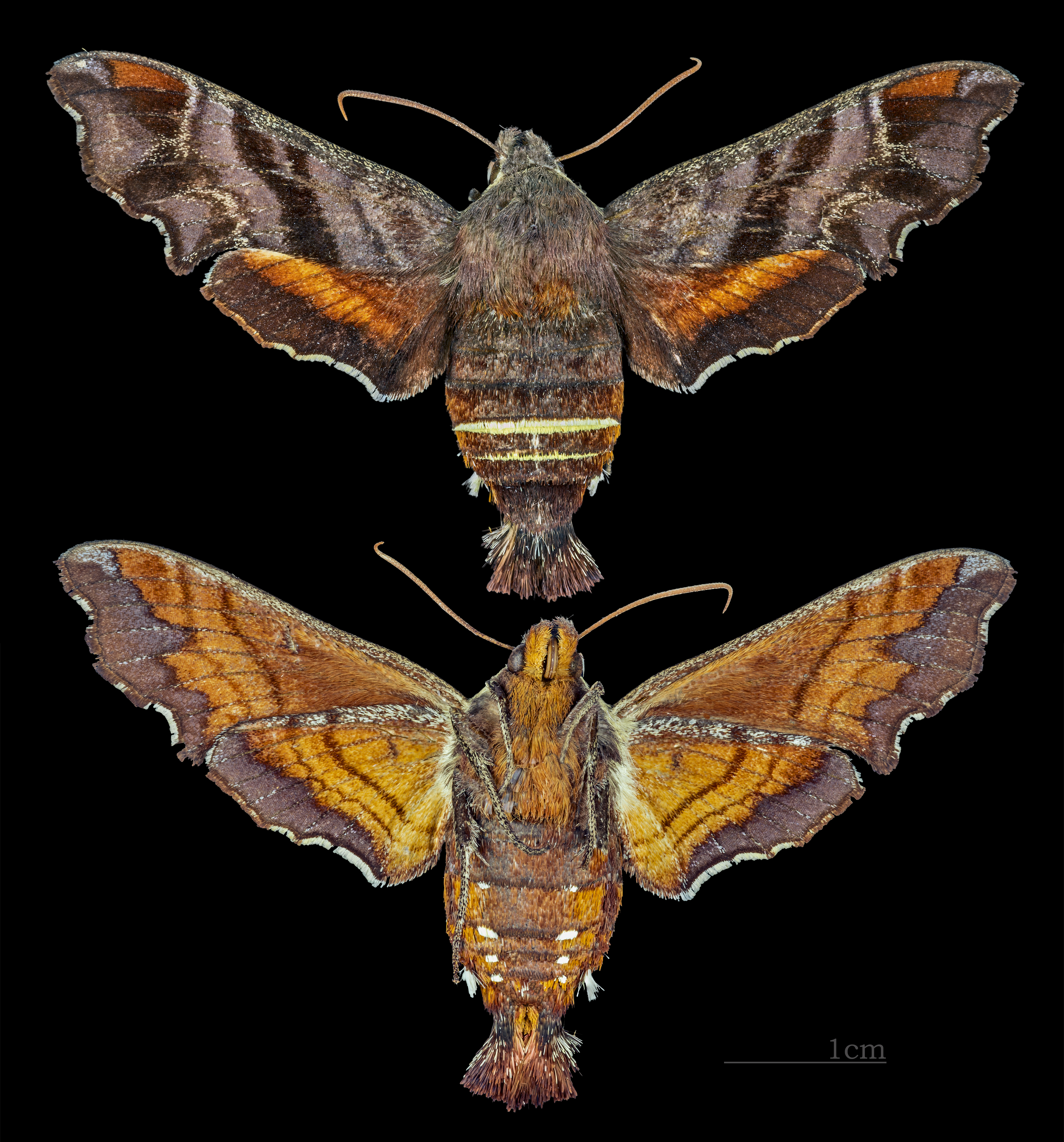
Amphion
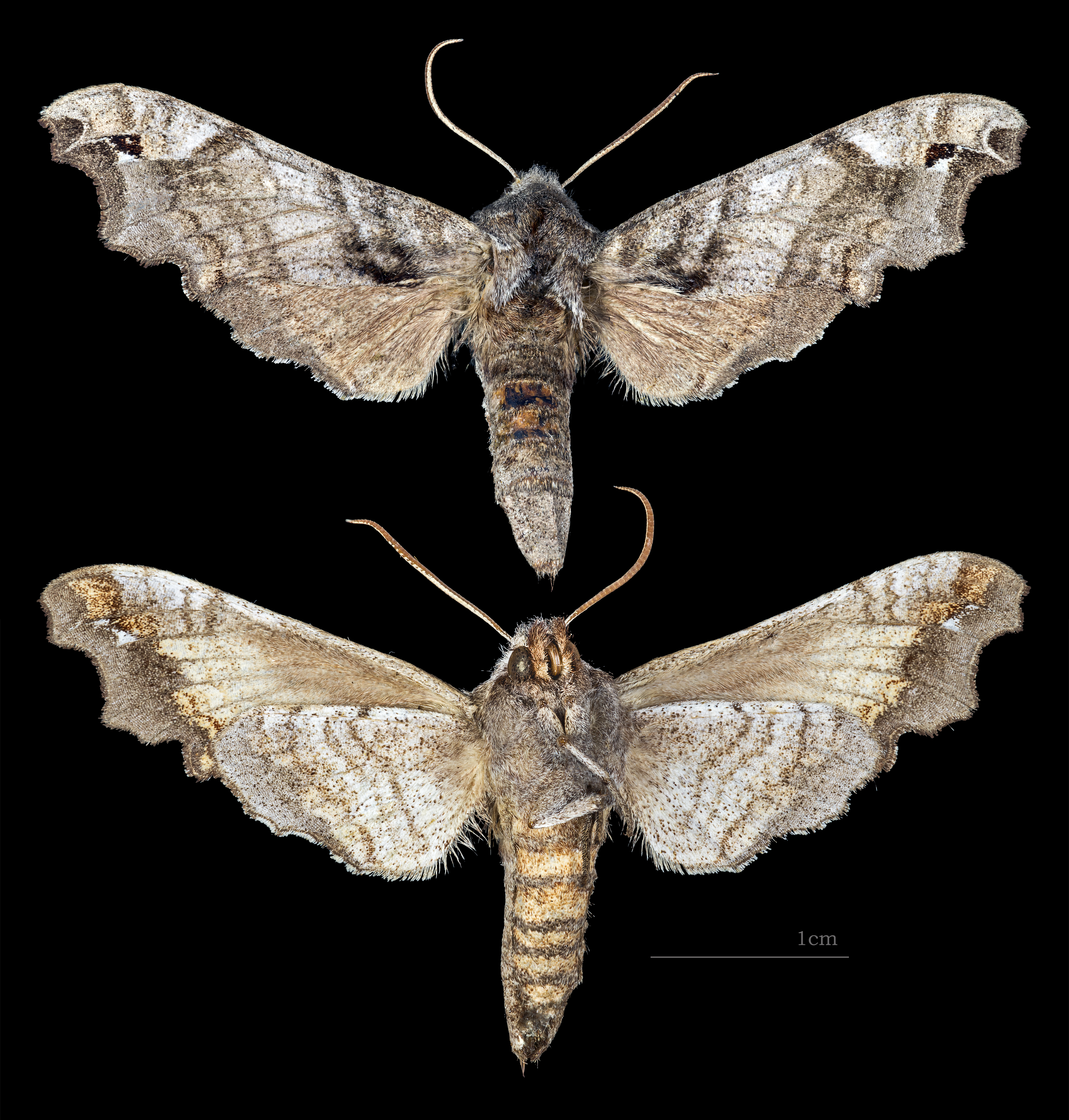
Deidamia
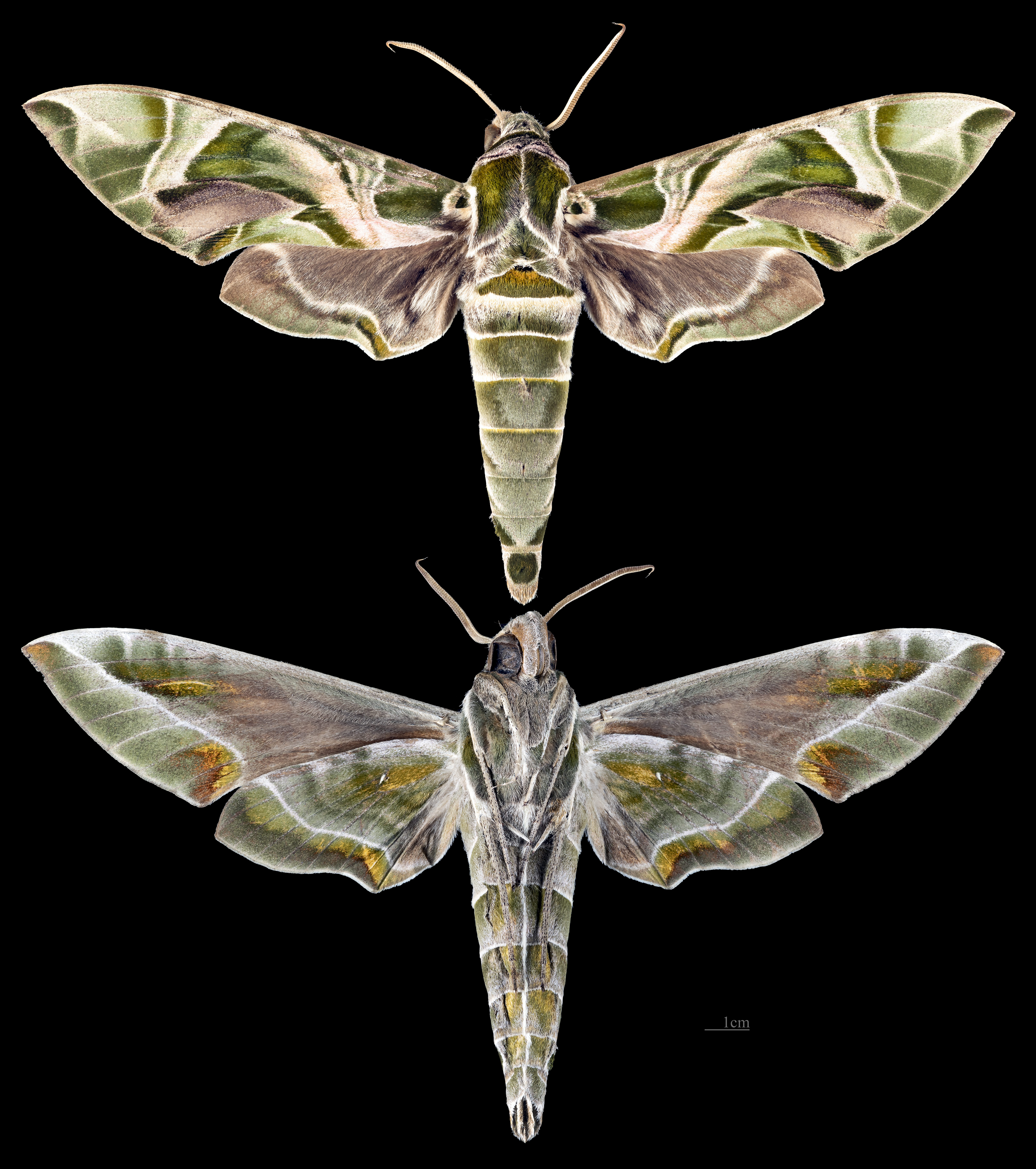
Daphnis
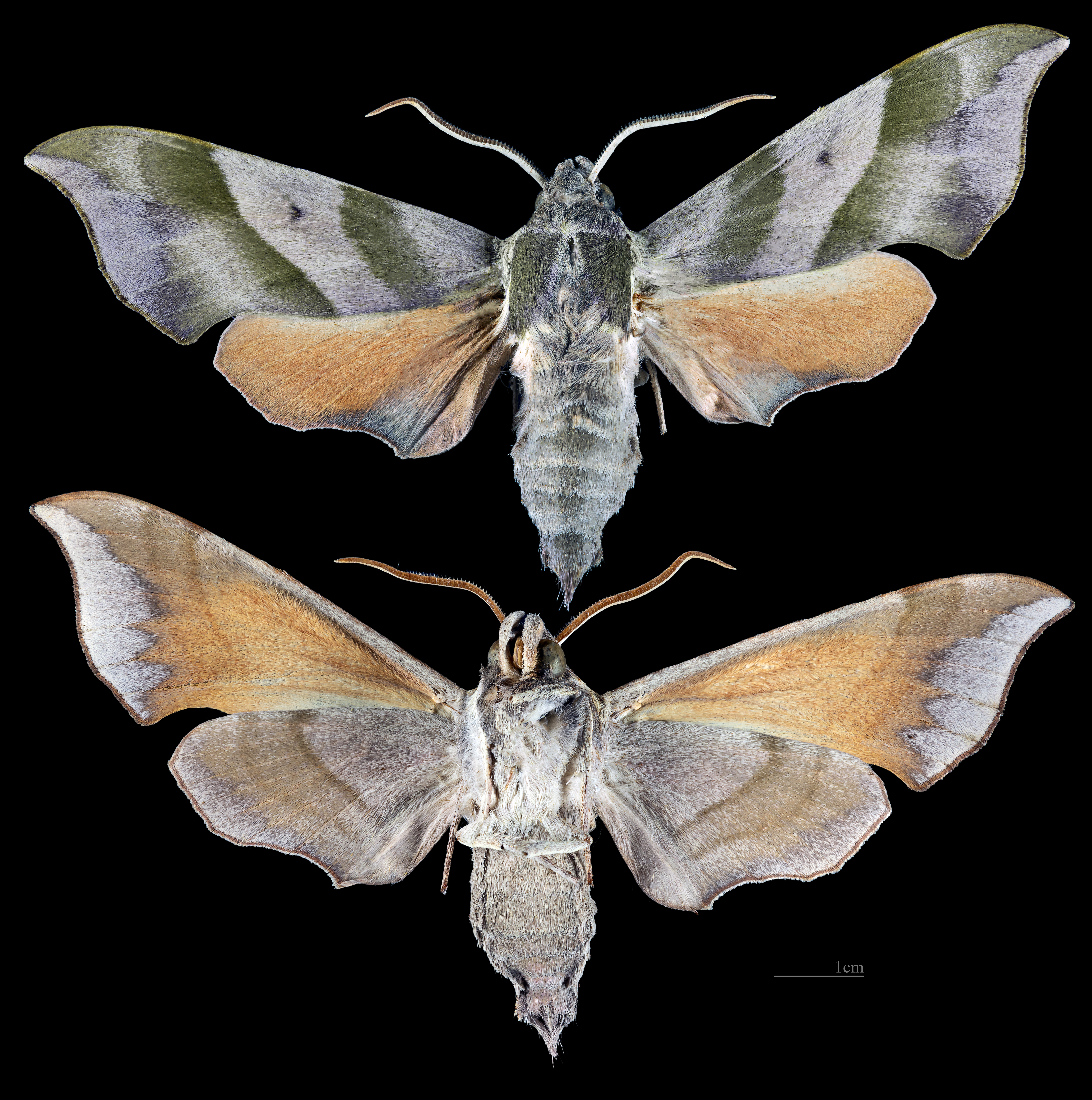
Darapsa
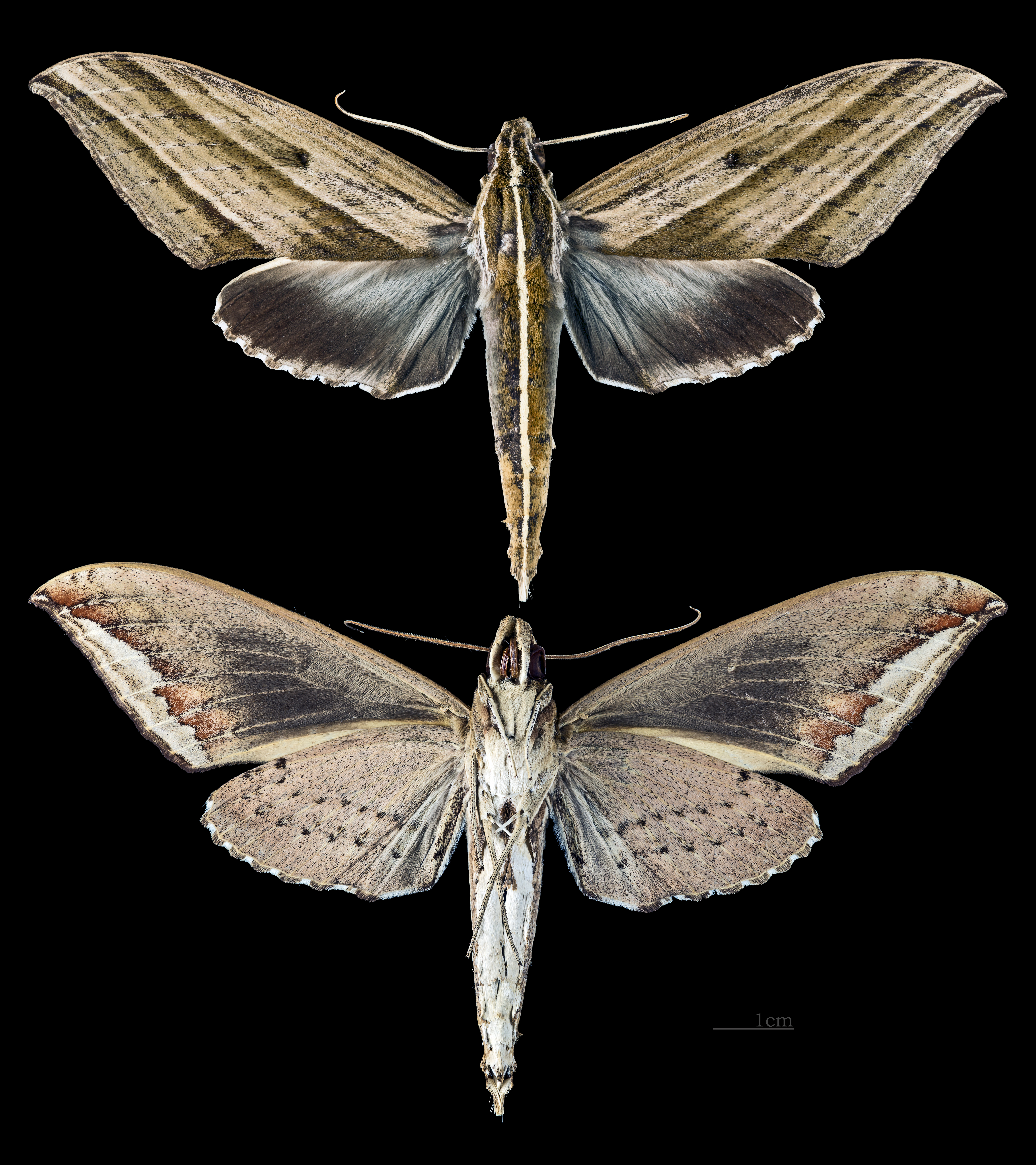
Elibia
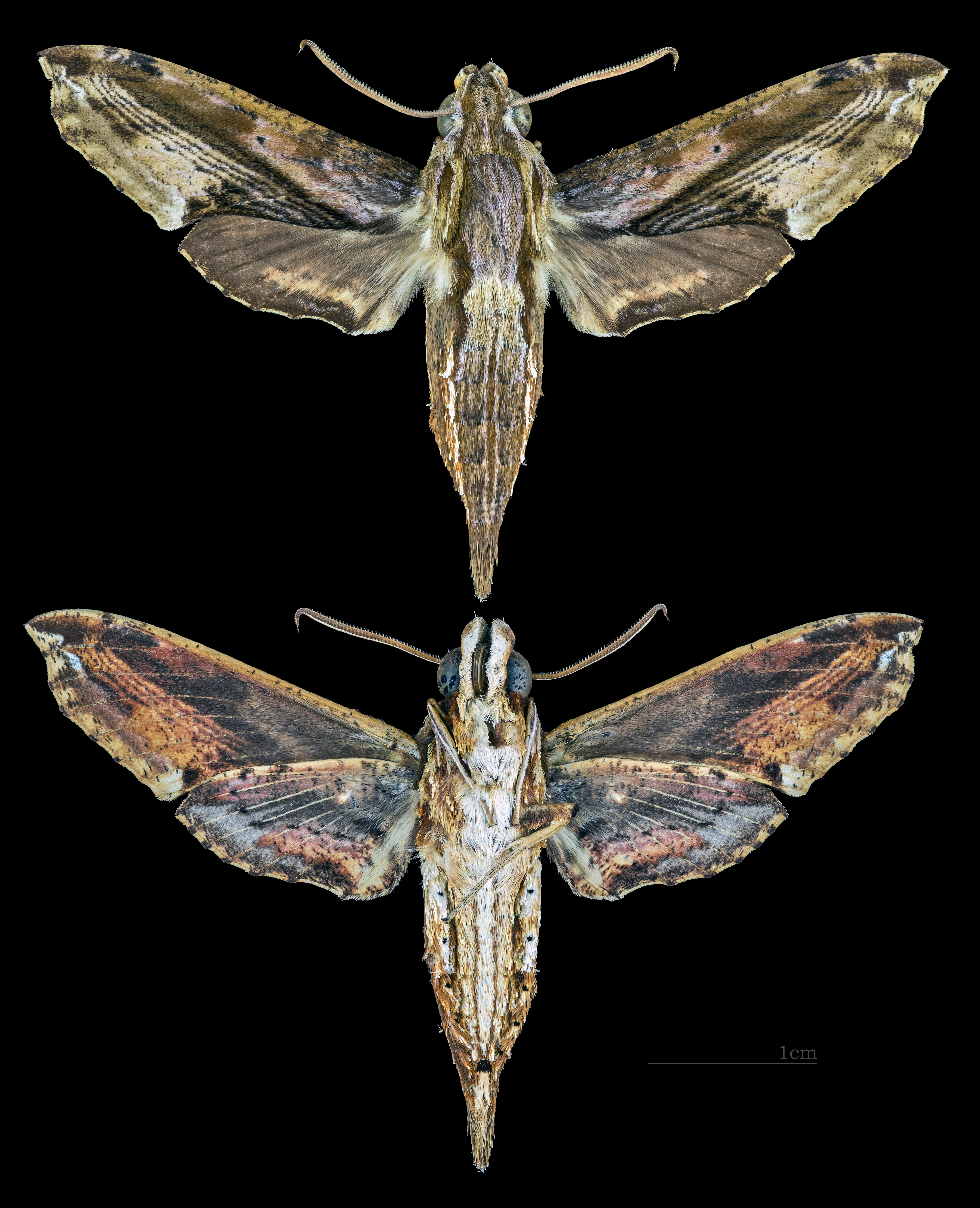
Eupanacra
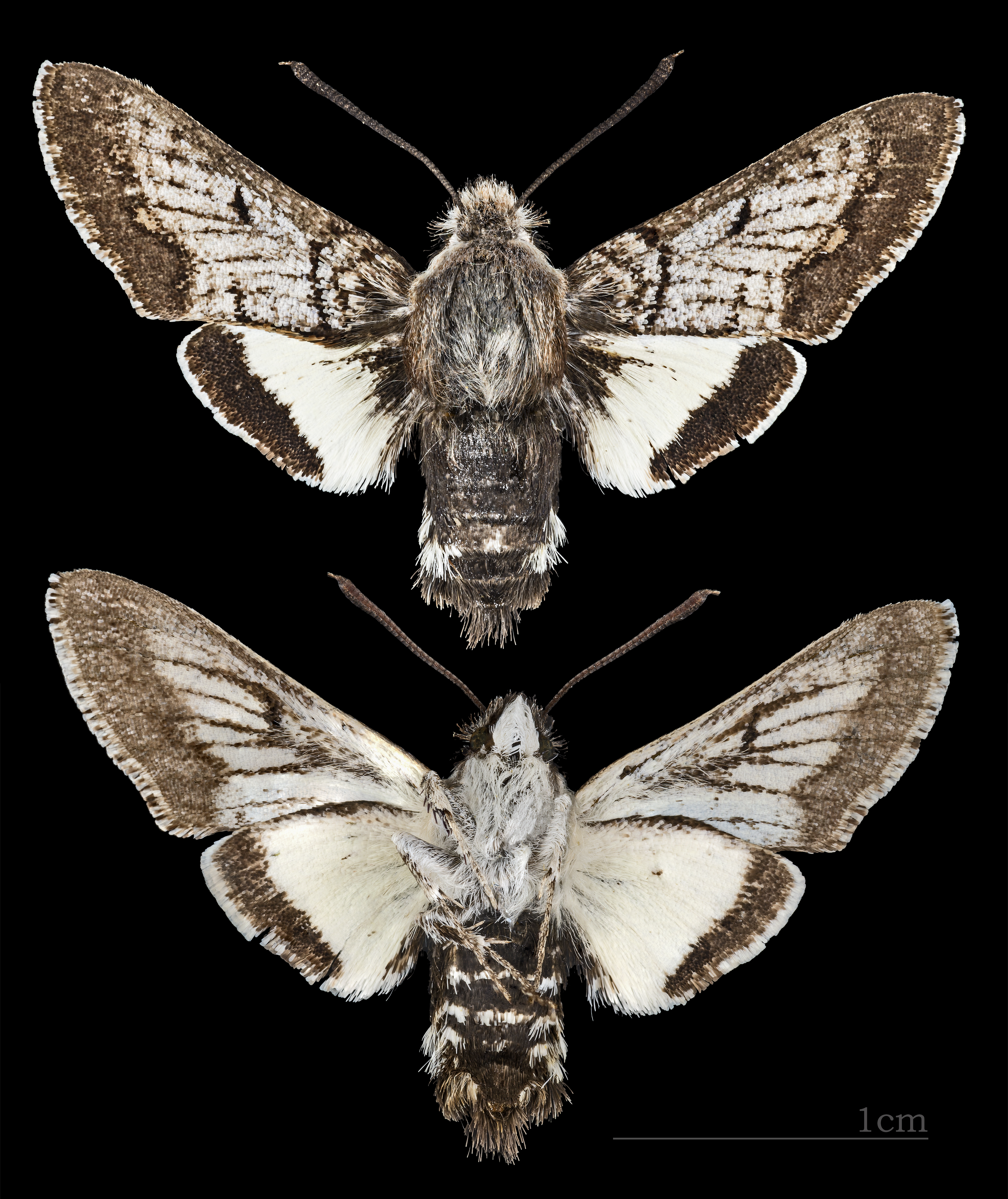
Euproserpinus
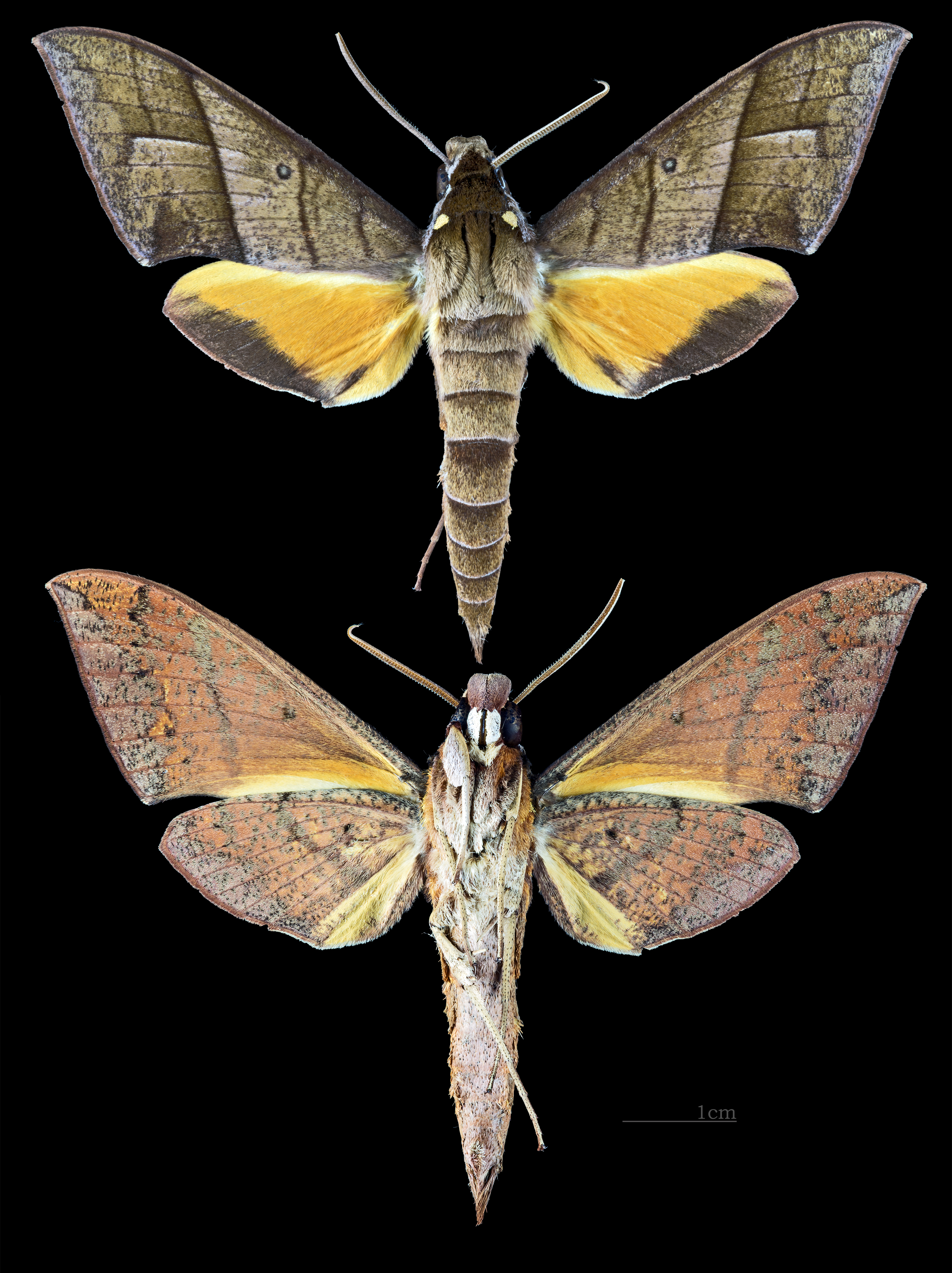
Gnathothlibus
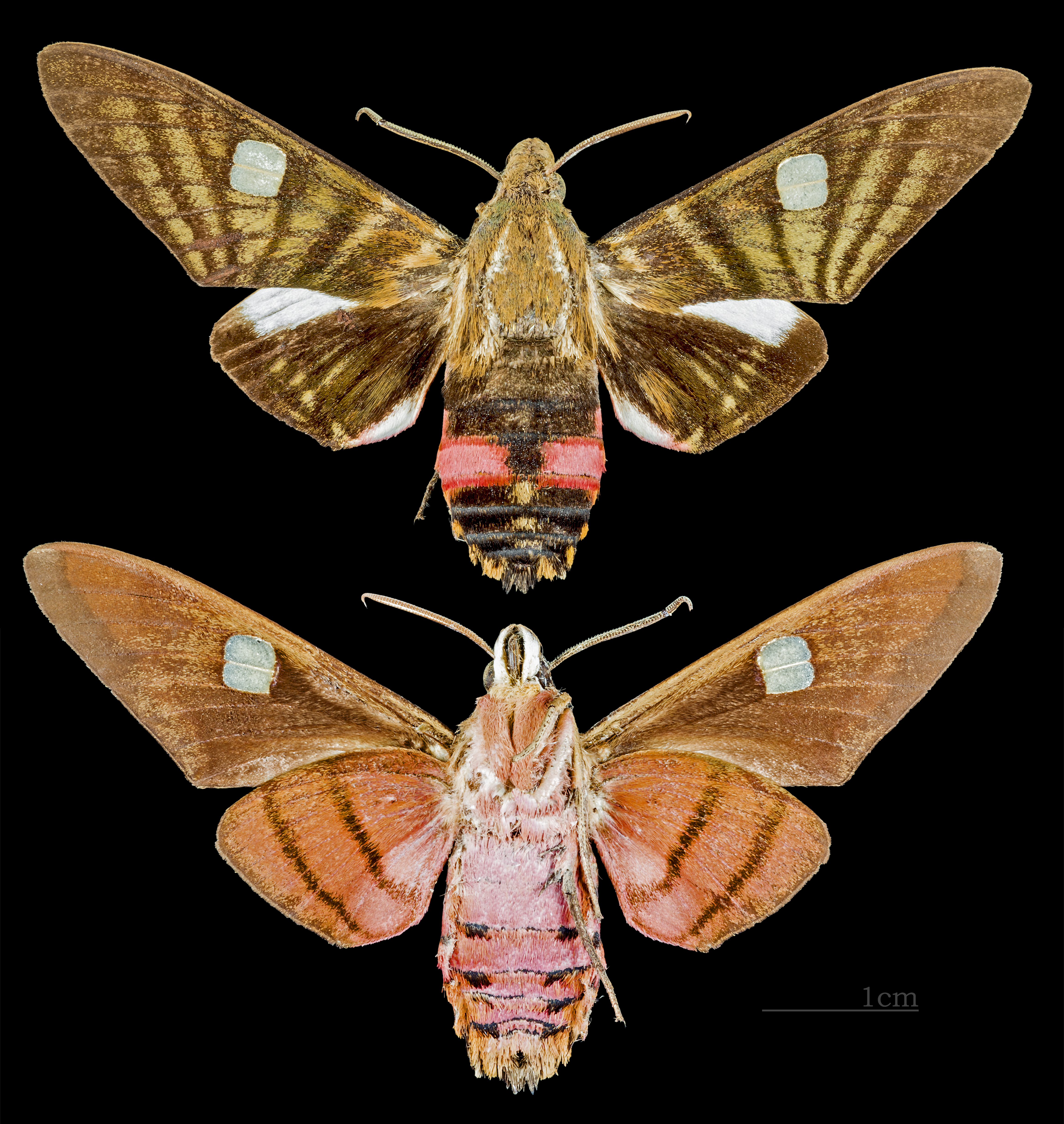
Hayesiana
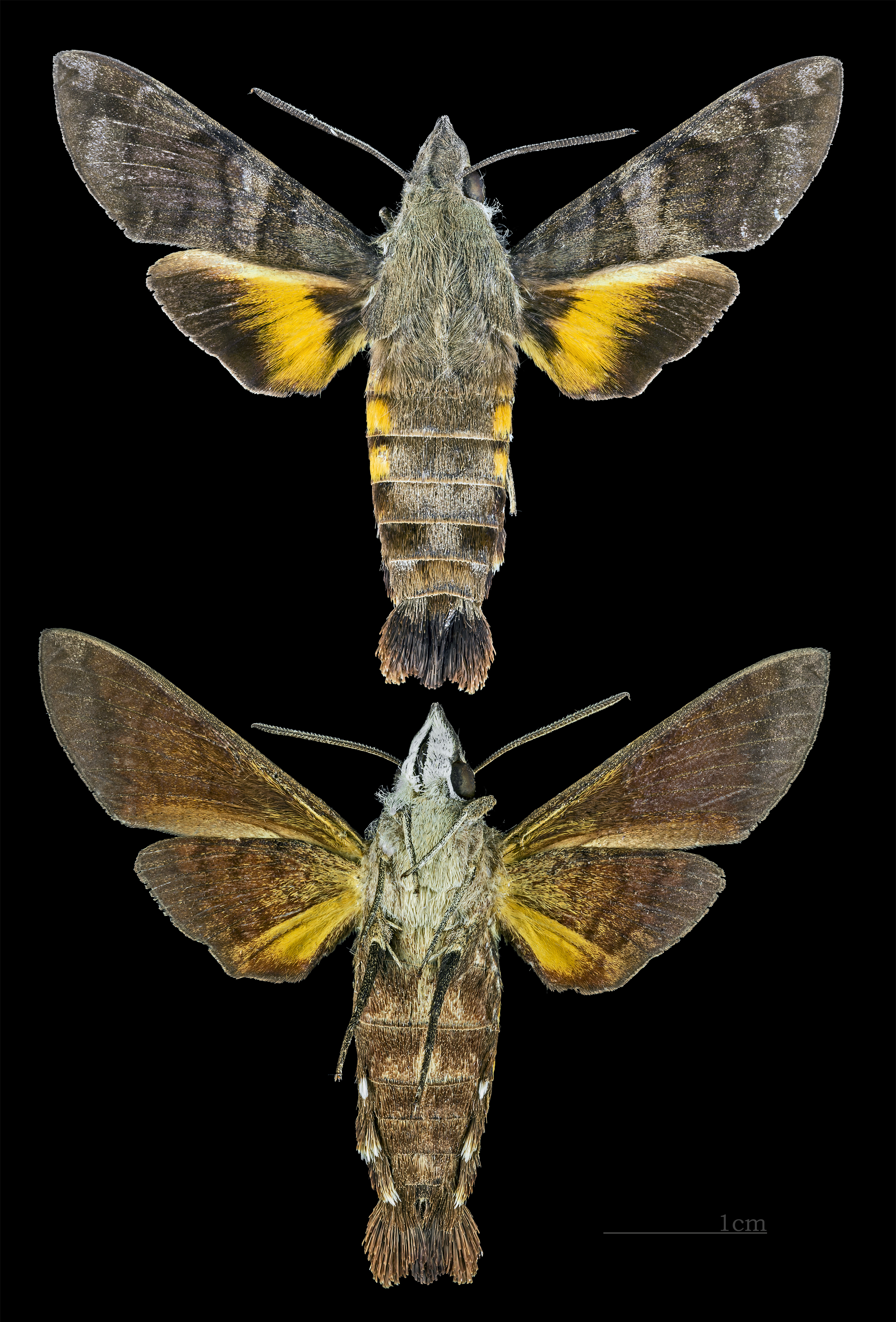
Macroglossum
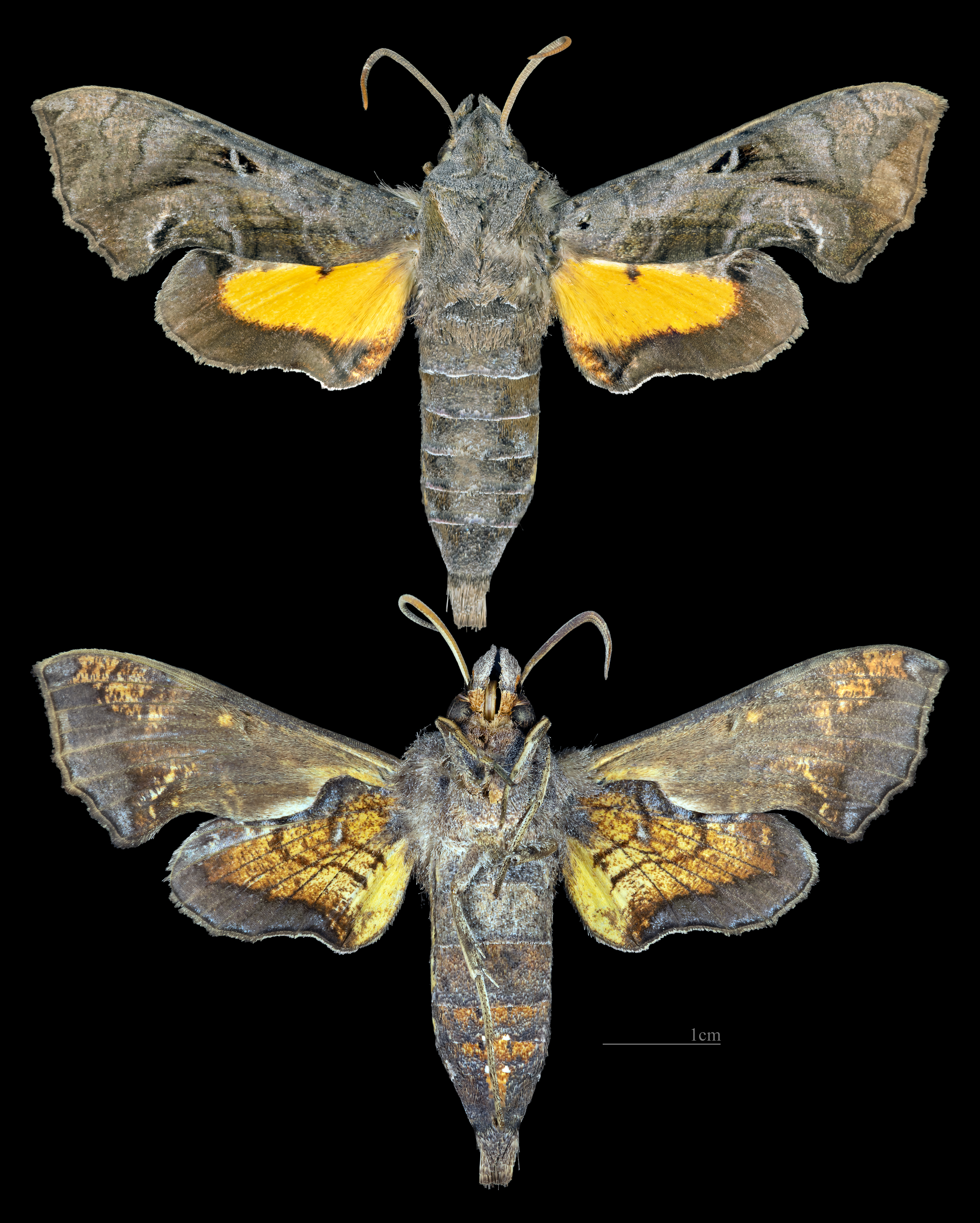
Neogurelca
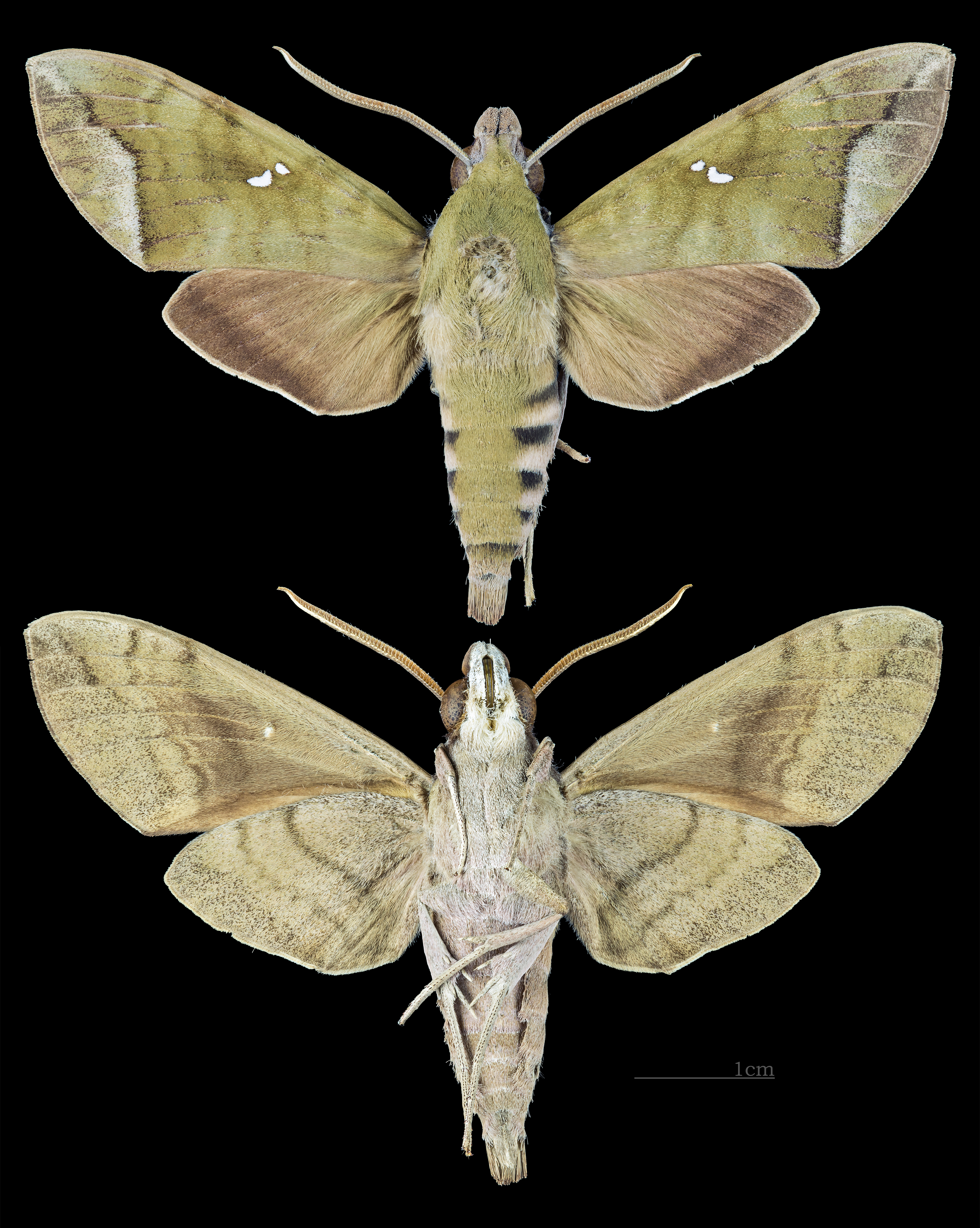
Nephele
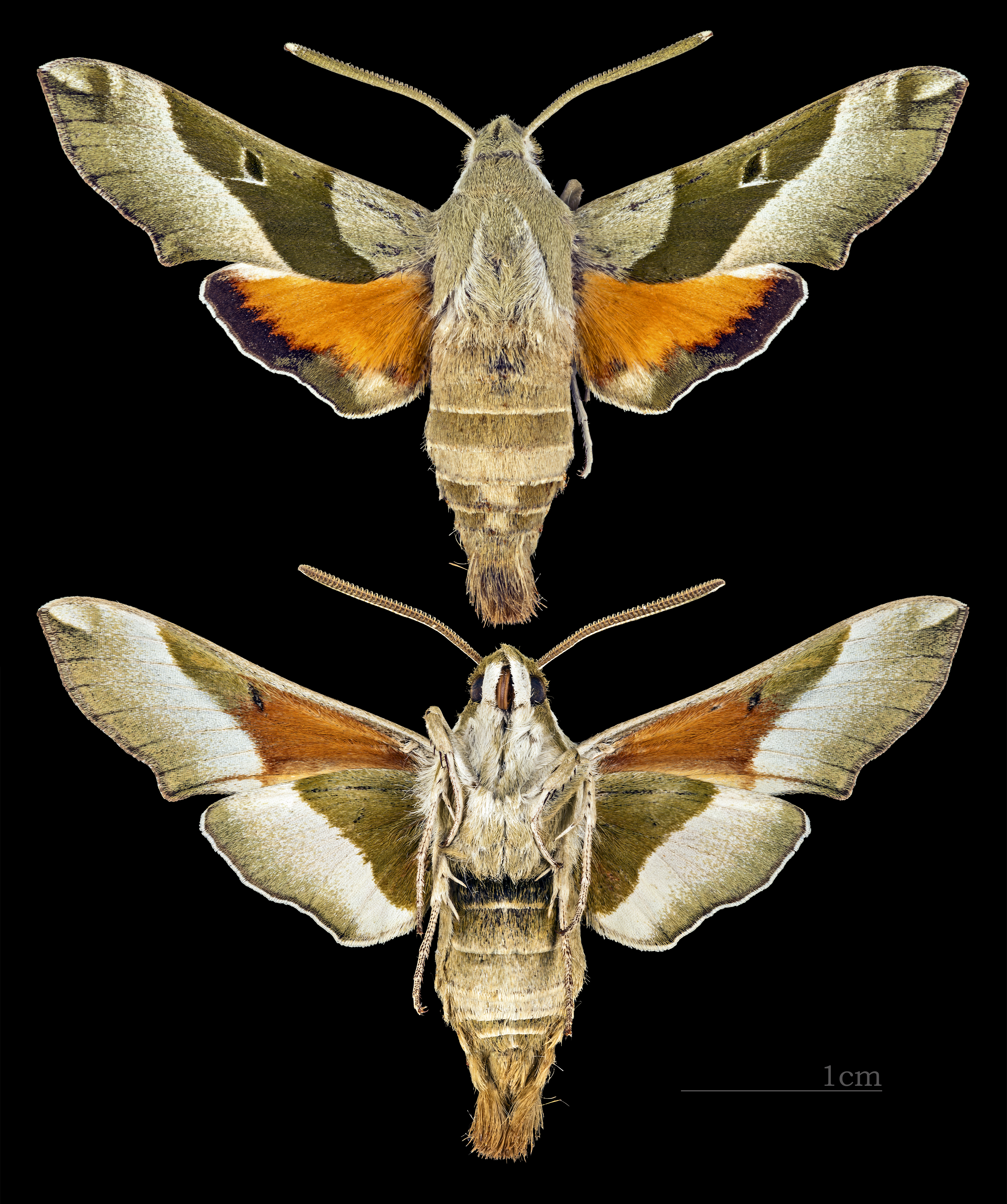
Proserpinus